# D’Huison-Longueville
D’Huison-Longueville ist eine französische Gemeinde mit 1.532 Einwohnern (Stand: 1. Januar 2022), die im Département Essonne und in der Region Île-de-France liegt. Sie gehört zum Arrondissement Étampes und zum Kanton Étampes. Die Einwohner werden Huisonnais-Longuevillois genannt.

## Geographie
D’Huison-Longueville liegt etwa 44 Kilometer südlich von Paris am Ufer des Flusses Essonne , der auch die östliche Gemeindegrenze bildet. Die Gemeinde liegt im Regionalen Naturpark Gâtinais français. Umgeben wird D’Huison-Longueville von den Nachbargemeinden Cerny im Norden, La Ferté-Alais im Nordosten, Guigneville-sur-Essonne im Osten, Vayres-sur-Essonne im Süden und Südosten, Bouville im Süden und Südwesten, Orveau im Westen und Südwesten sowie Boissy-le-Cutté im Westen und Nordwesten.

## Bevölkerungsentwicklung
| 1962                       | 1968 | 1975 | 1982 | 1990 | 1999 | 2006 | 2019 |
| -------------------------- | ---- | ---- | ---- | ---- | ---- | ---- | ---- |
| 367                        | 425  | 684  | 857  | 1168 | 1232 | 1292 | 1495 |
| Quellen: Cassini und INSEE |      |      |      |      |      |      |      |

## Sehenswürdigkeiten
- Kirche Saint-Pierre
- Schloss D'Huison aus dem 16. Jahrhundert, seit 1965 Monument historique
- Kriegerdenkmal, in beiden Ortsteilen wurde das gleiche Kriegerdenkmal aufgestellt

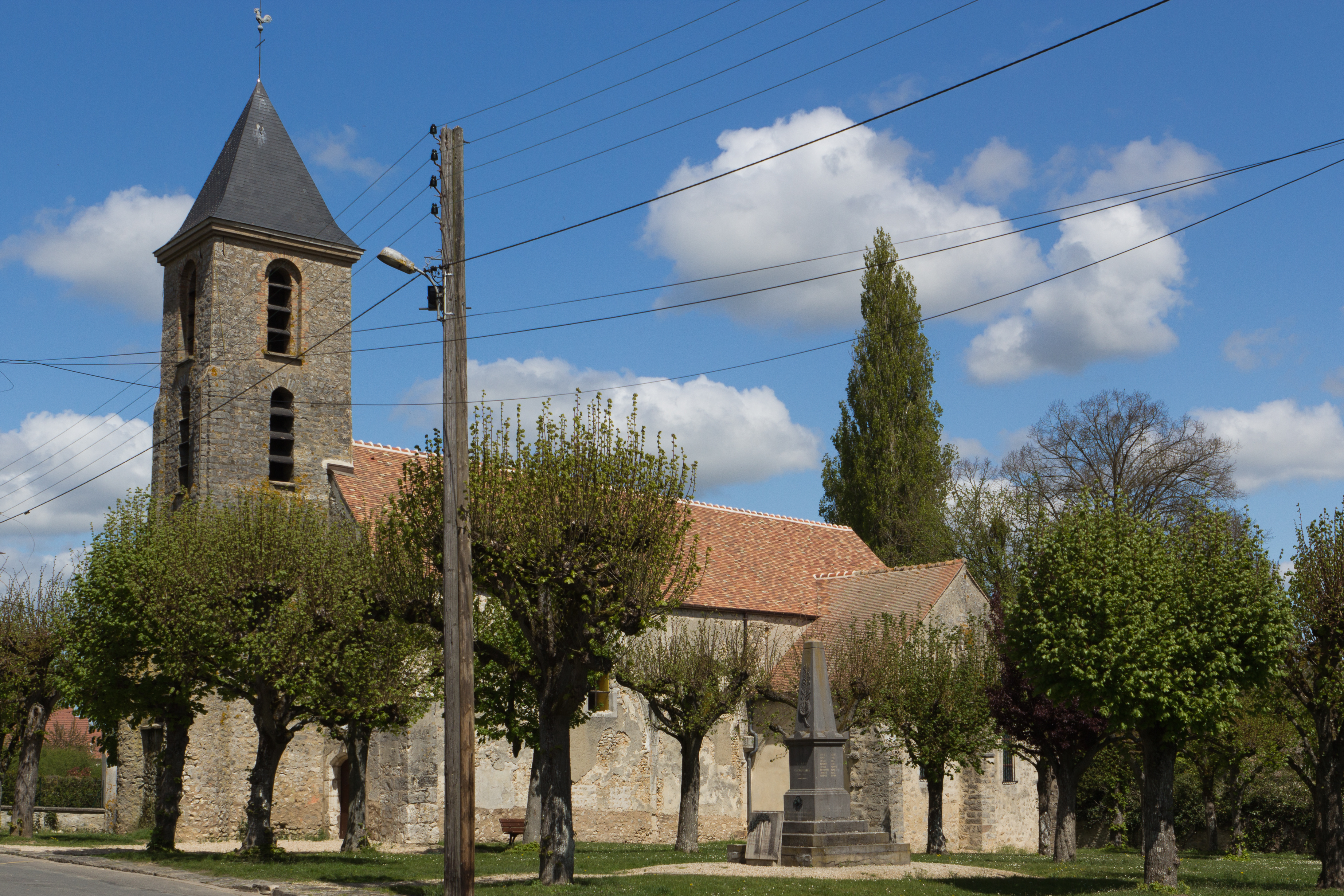
Kirche Saint-Pierre und im Vordergrund Kriegerdenkmal